# L'ultimo Guardiano
L'ultimo Guardiano è un romanzo di Jeff Grubb ambientato nell'universo di Warcraft, situato nel periodo storico della Prima Guerra. Cronologicamente, si colloca dopo L'ascesa dell'Orda e prima di La discesa delle tenebre. Parte della storia è stata adattata per il film del 2016 Warcraft - L'inizio.

## Trama
Khadgar è un mago del Kirin Tor di Dalaran, inviato presso la torre di Karazhan per diventare apprendista di Medivh, il più potente mago esistente su Azeroth. Medivh è l'ultimo Guardiano di Tirisfal e non è legato al Kirin Tor, pertanto è visto dagli altri maghi con sospetto ma con rispetto per il suo enorme potere.
Durante la sua permanenza a Karazhan Khadgar si rende conto che in quel luogo accadono cose strane, strani rumori, lunghe e improvvise assenze del suo maestro e soprattutto a volte si ritrova nel bel mezzo di alcune visioni; in una di queste, assiste all'epica battaglia occorsa fra la maga Aegwynn, madre di Medivh, e il signore della Legione Infuocata Sargeras, che venne da essa sconfitto. Dopo averne parlato con Medivh, Khadgar apprende che queste visioni sono frutto del luogo in cui sorge la torre di Karazhan e che mostrano eventi passati o futuri.
Nel frattempo nel regno di Stormwind imperversa la guerra tra umani e orchi e come se non bastasse un demone si aggira nelle sale reali della capitale. Medivh e Khadgar giungono nella cittadella e scoprono che, apparentemente, il demone è arrivato all'interno del palazzo tramite un portale creato da due maghi. Medivh si precipita fuori dal palazzo e torna qualche ora più tardi malconcio e sfinito dicendo che il demone è ormai morto, e insiste per tornare alla sua residenza liquidando il capitano delle guardie reali Anduin Lothar e re Llane Wrynn con sufficienza riguardo alla pressante avanzata degli orchi verso le mura della città.
Tempo dopo, utilizzando la magia, Khadgar riesce ad evocare una nuova visione, che gli mostra il momento in cui, da giovane, Medivh cadde in coma. Alla prima occasione Khadgar ne parla con Anduin Lothar il quale gli confessa che nessuno ha mai capito il perché di quello stato comatoso, e che da allora Medivh fu per sempre cambiato. Intanto a Karazhan arriva una strana ospite, un'orchessa di nome Garona, con cui sviluppa una buona amicizia. Insieme a Garona assiste ad un'altra visione in cui un orco, Gul'dan, viene contattato da Medivh che gli propone di costruire il Portale Oscuro e portare l'Orda degli orchi ad Azeroth. Khadgar, Garona e Anduin vanno quindi a confrontarsi con Medivh, scoprendo che è posseduto da Sargeras, il quale si nascose nel corpo di Aegwynn quando questa apparentemente lo uccise, e passò dal corpo di Medivh nel momento del suo concepimento.
Nonostante il potere di Medivh, e dopo una lotta che costa a Khadgar la sua giovinezza, trasformandolo in un vecchio canuto, i tre riescono ad uccidere Medivh e lo spirito di Sargeras che è in lui. Poi Khadgar seppellisce il corpo dell'ultimo Guardiano all'ombra della torre di Karazhan.

## Protagonisti
- Khadgar
- Medivh
- Garona Halforcen
- Anduin Lothar

### Personaggi secondari
- Re Llane Wrynn I
- Aegwynn
- Sargeras
- Moroes e la cuoca

## Edizione italiana
L'unica versione tradotta in italiano di questo romanzo venne distribuita nel 2004 - assieme al videogioco Warcraft II Battle.net Edition e ad un poster di Warcraft - nella pubblicazione Best Game MAGAZINE, anno I n. 7, edita da Vivendi Universal Games Italia; il romanzo non è più stato ristampato in seguito. Il libriccino in italiano venne prodotto in formato 15x22, rilegato a punto metallico, con un totale di 92 pagine.